# The Glitch Mob
The Glitch Mob — американський музичний гурт, створений 2006 року у Лос-Анджелесі і Сан-Франциско. Спочатку до складу гурту входили четверо музикантів під псевдонімами edIT, Boreta, Ooah i Kraddy. Невдовзі після створення гурту Kraddy покинув колектив.

## Дискографія

### Альбоми
- Drink the Sea (2010)
- Love Death Immortality (2014)
- See Without Eyes (2018)

### Міні-альбоми
- We Can Make the World Stop (2011)
- Piece of the Indestructible (2015)
- Chemicals (2020)

### Сингли
- «Episode 8 (feat. D-Styles)» (2009)
- «Black Aura (feat. Theophilus London)» (2009)
- «Beyond Monday» (2010)
- «Warrior Concerto» (2011)
- «We Can Make the World Stop» (2011)

### Мікси
- Crush Mode (2008)
- Local Area Network (2009)
- Drink the Sea Part II: The Mixtape (2010)
- More Voltage (2011)
- Drink the Sea: The Remixes Vol. 1 & Vol. 2 (2012)